# Mata O Te Rapa Nui
Mata O Te Rapa Nui (en idioma rapanui: Ojo de Rapa Nui) es un canal de televisión chileno con sede en Hanga Roa, Isla de Pascua (región de Valparaíso). Es la única estación de televisión local en la isla, administrada por la Municipalidad de la comuna.

## Historia
El 23 de enero de 1998 la Municipalidad de Isla de Pascua solicitó al Consejo Nacional de Televisión (CNTV) la concesión para operar un canal de televisión en la isla, la cual fue aprobada el 17 de agosto del mismo año con una duración de 25 años y otorgada definitivamente el 26 de octubre. El 3 de noviembre fueron fijadas las características, estableciéndose que su potencia sería de 100 watts y que emitiría a través del canal 5, y el 21 de diciembre el CNTV acordó entregar fondos para realizar programas de carácter local en la isla.
El 21 de junio de 1999 el CNTV acordó modificar la frecuencia del canal, pasando de la señal 5 al canal 13, tras lo cual inició sus transmisiones en septiembre del mismo año, siendo uno de sus fundadores Leonardo Pakarati, quien se desempeñó en el canal hasta 2012. Desde 2006 la directora del canal era Beatriz Rapu Tepano, cargo que desde 2022 es ejercido por Felipe Vergara.
Entre los programas realizados por Mata O Te Rapa Nui se encuentran Parau ‘Api (informativo), Ko Tātou, Honui, Hoko Hia Tātou, Kori Mana Tupuna y Hanga Roa Reka. Según la encuesta Hoko Hia Tātou, realizada por la Municipalidad de Isla de Pascua en 2022, el 59% de los residentes se informa a través del canal de televisión local.
Con la entrada en vigencia de la Ley de Televisión Digital Terrestre, Mata O Te Rapa Nui debía cesar sus transmisiones en televisión abierta ya que la ley inhabilitaba a los canales municipales a solicitar concesiones de señales digitales. No obstante, el 11 de octubre de 2023 fue promulgada la Ley 21619 que permitió que la Municipalidad de Isla de Pascua pueda concursar por una concesión de TV digital terrestre. Los equipos de transmisión digital fueron facilitados por la empresa Sercom.
En junio de 2022 el canal firmó un convenio con Televisión Nacional de Chile para emitir en la señal estatal a nivel nacional e internacional los contenidos periodísticos realizados en la isla. En 2024 Mata O Te Rapa Nui emitió por primera vez en directo el Tapati.